# Thiago Machado
Thiago Barbosa Machado (São Paulo, 29 de maio de 1987) é um ator, cantor e dublador brasileiro. Conhecido dos palcos de teatro musical de São Paulo, já estrelou em peças como Ramsés em Os Dez Mandamentos - O Musical e Bailey em Barnum – O Rei do Show.

## Carreira
Pós graduado em voz, graduado em artes cênicas e formado em música, Thiago tem mais de 10 anos de carreira nesse ramo. Participou de grandes produções musicais, incluindo Os Produtores, Meu Amigo Charlie Brown, Priscilla, a Rainha do Deserto, Rent, A Noviça Rebelde, Alô Dolly!, Rocky Horror Show e Mamma Mia!, entre outros. Além da leitura dramatizada de Apareceu a Margarida, ao lado da atriz Marília Pêra.
Em 2014, Machado participou do show Disney In Concert interpretando clássicos musicais das animações do estúdio ao lado de Kacau Gomes, Beto Sargentelli, Lissah Martins, Bianca Tadini e Felipe Domingues. Naquele ano também deu vida ao cantor e compositor Roberto Frejat no musical Cazuza - Pro Dia Nascer Feliz. No ano seguinte viveu o inseguro policial Eddie no musical Mudança de Hábito e foi indicado ao 3° Prêmio Bibi Ferreira na categoria Melhor Ator Coadjuvante, por sua atuação.
Em 2016 Thiago cumpriu um feito inédito em sua carreira: esteve em cartaz em quatro espetáculos diferentes ao longo do ano. Integrou o elenco de We Will Rock You como o boêmio Bon Jovi.Logo depois estrelou "Os Dez Mandamentos – O Musical" como o faraó Ramsés. Na sequência esteve em cartaz com Rocky Horror Show e simultaneamente Rent, onde foi o  preparador vocal e viveu o protagonista Roger.
Em 30 de outubro 2019, Thiago Machado estava em cartaz no Teatro FAAP, em São Paulo, com o espetáculo musical Tick, Tick... Boom!, considerado uma autobiografia musical de Jonathan Larson, obra universal já traduzida para mais de 10 idiomas e há 17 anos em cartaz pelo mundo, que ganhou sua primeira montagem brasileira, onde está vivendo o personagem Michael.

## Dublagem
| Ano  | Título            | Papel | Ator            |
| ---- | ----------------- | ----- | --------------- |
| 2017 | Princesinha Sofia | Skye  | Andrew Rannells |

| Ano  | Título                    | Papel                    | Ator               |
| ---- | ------------------------- | ------------------------ | ------------------ |
| 2018 | O Retorno de Mary Poppins | Jack                     | Lin-Manuel Miranda |
| 2020 | Uma Invenção de Natal     | Don Juan Diego (canções) | Ricky Martin (voz) |
| 2021 | Cruella                   | Artie                    | John McCrea        |

| Ano  | Título           | Papel          | Voz Original |
| ---- | ---------------- | -------------- | ------------ |
| 2020 | A Caminho da Lua | Gobi (canções) | Ken Jeong    |

| Ano       | Título              | Papel                                         | Ator                  |
| --------- | ------------------- | --------------------------------------------- | --------------------- |
| 2015-2016 | Crazy Ex-Girlfriend | Joshua "Josh" Chan (canções: 1ª-2ª Temporada) | Vincent Rodriguez III |